# Langmuir (cràter)
Langmuir és un cràter d'impacte situat a la cara oculta de la Lluna. Es troba en una regió al sud-oest de la conca d'impacte de la Mare Orientale. Langmuir està entre dos cràters més grans, amb Chebyshev a l'oest-nord-oest i Brouwer a l'est. En part se superposa a les vores d'aquests dos cràters, per això és el més recent dels tres. A l'exterior una sèrie de pendents formades per materials ejectats de Langmuir, que cobreixen parcialment el sòl interior sud-oriental de Chebyshev.

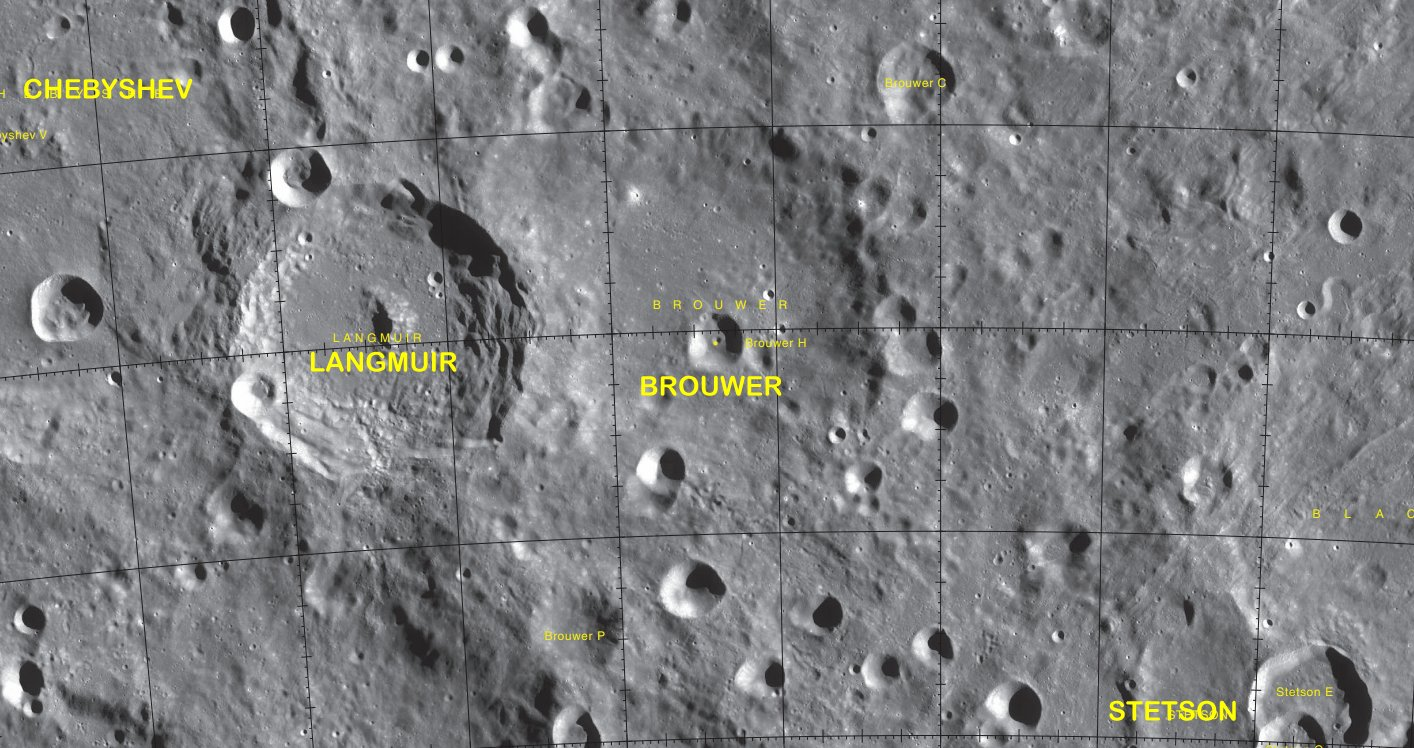
Localització de Langmuir (centre esquerra de la imatge)
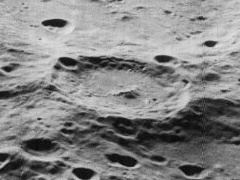
Imatge obliqua de la missió Lunar Orbiter 5, mirant a l'oest

Aquest cràter no ha estat gaire erosionat, i moltes de les seves característiques originals romanen intactes i clarament definides. La vora a l'oest es troba parcialment interrompuda en haver-se superposat a la vora de Chebyshev, més gran. En una disposició casual, un petit cràter apareix travessant vora l'extrem nord on s'uneix amb Chebyshev, i un cràter més petit se situa a l'extrem meridional d'aquesta fusió.
La paret interior de Langmuir conté algunes estructures en forma de terrasses menors i mostra certa aparença de despreniment de materials a la vora sud-oest. La paret interior a la meitat sud del cràter és més ampla que a qualsevol altra part i és gairebé dues vegades més ampla que a la vora nord. Com a resultat, el sòl interior està desplaçat cap al nord. Presenta una formació de pic central a la plataforma interior, però es troba al nord-est del punt mitjà. El sòl és relativament pla a la meitat occidental, i una mica més desigual a l'est.